# Goudvliegen
Goudvliegen is een hoorspel van Günter Seuren. Goldfliegen werd op 11 oktober 1967 door de Westdeutscher Rundfunk uitgezonden. J. Polak-Siliava vertaalde het en de VPRO zond het uit op vrijdag 5 juli 1968. De regisseur was Jan Wegter. Het hoorspel duurde 52 minuten.

## Rolbezetting
- Loudi Nijhoff (tante Betty)
- Margreet Heemskerk (Leona)
- Peter Aryans (de man met de hoge hoed)
- Wam Heskes (Max)
- Jan Borkus (Bruno)
- Hans Veerman (Erwin)
- Jan Keller (de straatmuzikant)

## Verhaallijn
Op een dag werken een tante en haar nichtje in de tuin, een dag waarvan de belichting het stempel van het bewustzijn der figuren draagt: het samenzijn doet aanvankelijk aan een schijnbaar heldere wereld denken, die dan steeds meer in het halfdonker geraakt. Het laat zien hoe weinig het individuele tegen de inval van het kwaad afgeschermd is. Twee voorbijgangers ontpoppen zich als de woordvoerders van de geleidelijke ondergang. Als in een vertraagde film wordt het individuele beeld van de niet vervulde verwachtingen, de handhaving van de persoonlijkheid en de vervluchtiging van het tijdelijke erin betrokken. De vluchtige blik blijft op de illusies gericht - op de goudvliegen. De onschuld, die hier met de ouderdom geconfronteerd wordt, bezwijkt voor de verlokkingen van een wereld die even verleidelijk als cynisch is. Een dag dus die de deelnemenden er onvoorzien toe dwingt oordelen te vellen en beslissingen te nemen die de vertrouwde, maar broos geworden vorm breken…